# Altica torquata
Altica torquata är en skalbaggsart som beskrevs av J. L. Leconte 1858. Altica torquata ingår i släktet Altica och familjen bladbaggar. Inga underarter finns listade i Catalogue of Life.